# Hillary Allen
Pour les articles homonymes, voir Allen.
Hillary Allen est une athlète américaine, née le 26 août 1988 à Fort Collins. Spécialiste d'Ultra-trail et de skyrunning, elle a notamment remporté la Speedgoat 50K en 2015 et l'Ultra SkyMarathon Madeira en 2017. Elle termine à la deuxième place du classement Ultra des Skyrunner World Series 2017.

## Biographie
Le 5 août 2017, elle prend part à la Hamperokken SkyRace en Norvège. À environ mi-parcours, à l'approche du Hamperokken, elle glisse et chute d'une falaise, se fracturant les deux bras, deux vertèbres et deux côtes et subissant d'autres blessures. Un autre concurrent, Manu Par, la voit chuter. Il descend à son secours et alerte les secours. Hillary est héliportée d'urgence puis rappatriée à Denver une fois ses blessures stabilisées. Elle passe six mois en convalescence et reprend la compétition dix mois après son accident,. Elle relate sa mésaventure dans son livre Out and Back.
Le 3 août 2019, elle retourne en Norvège pour participer à nouveau à la Hamperokken SkyRace qu'elle termine en onzième position.
Le 25 novembre 2022, elle s'élance sur la nouvelle épreuve-reine de 100 milles de l'Ultra-trail Cape Town. Elle livre un duel en tête avec la Néerlandaise Ragna Debats mais cette dernière finit par abandonner après 74 kilomètres. Ayant pris une avance considérable sur les autres concurrentes, elle termine la course en solitaire et s'impose en 24 h 55 min 22 s, se classant quatrième scratch.

## Résultats
| no  | féminin            | Course                          | Longueur | Départ            | Temps            |
| --- | ------------------ | ------------------------------- | -------- | ----------------- | ---------------- |
| 9e  | Médaille d'or      | Speedgoat 50K                   | 50 km    | 25 juillet 2015   | 6 h 37 min 35 s  |
| 17e | Médaille d'argent  | Ultra SkyMarathon Madeira       | 55 km    | 4 juin 2016       | 7 h 13 min 12 s  |
| 32e | Médaille d'argent  | Ultra Pirineu                   | 110 km   | 24 septembre 2016 | 15 h 37 min 47 s |
| 17e | Médaille d'or      | Ultra SkyMarathon Madeira       | 55 km    | 3 juin 2017       | 7 h 06 min 22 s  |
| 24e | Médaille de bronze | Olympus Marathon                | 44 km    | 24 juin 2017      | 5 h 37 min 13 s  |
| 14e | Médaille d'argent  | Blåmann Vertical                | 2,7 km   | 1er août 2019     | 46 min 46 s      |
| 26e | Médaille d'argent  | TDS                             | 145 km   | 28 aout 2019      | 21 h 52 min 46 s |
| 21e | Médaille d'or      | Échappée Belle - Traversée Nord | 87 km    | 22 août 2020      | 15 h 39 min 9 s  |
| 17e | Médaille d'argent  | Broken Arrow Vertical Kilometer | 6,8 km   | 1er octobre 2021  | 55 min 20 s      |
| 14e | Médaille de bronze | Broken Arrow Skyrace 52K        | 45,3 km  | 2 octobre 2021    | 5 h 19 min 4 s   |
| 16e | Médaille d'or      | Ultra Trail de l'île de Madère  | 115 km   | 20 novembre 2021  | 17 h 18 min 26 s |
| 11e | Médaille d'argent  | Speedgoat 28K                   | 28 km    | 22 juillet 2022   | 3 h 28 min 4 s   |
| 4e  | Médaille d'or      | Ultra-trail Cape Town           | 100 mi   | 25 novembre 2022  | 24 h 55 min 22 s |

## Ouvrages
- (en) Hillary Allen, Out and Back: A Runner's Story of Survival Against All Odds, Blue Star Press, 6 avril 2021  (ISBN 9781944515959)